# BC Dubai
El Dubai Basketball Club, conocido comúnmente como BC Dubai es un equipo de baloncesto emiratí con sede en la ciudad de Dubái, que compite en la ABA Liga. Disputa sus partidos en el Coca-Cola Arena, con capacidad para 17000 espectadores.

## Historia
Los rumores de que un equipo con sede en Dubái se uniría a la Euroliga comenzaron en 2022, y las conversaciones se confirmaron en enero de 2024. Finalmente el club aceptó participar en la liga del Adriático, aunque sus planes de futuro pasan por llegar a la EuroCup y finalmente a la Euroliga.
El 19 de marzo de 2024, la Liga ABA anunció oficialmente que BC Dubai se uniría a la liga durante las próximas tres temporadas, a partir de 2024. Según se informó, los equipos de la liga reciben 2,5 millones de euros anuales de Dubai, que también paga todos los gastos de viaje. Jurica Golemac fue fichado como el primer entrenador en jefe del equipo, mientras que Nate Mason fue el primer jugador fichado oficialmente por el equipo. Más tarde en el verano, Dubai BC anunció que el Coca-Cola Arena, con capacidad para 17.000 personas, serviría como estadio local del equipo.
El 10 de septiembre de 2024 se anunció el que iba a ser su fichaje estrella, el letón Dāvis Bertāns, procedente de los Charlotte Hornets de la NBA.